# 밀성여객
밀성여객자동차는 경상남도를 연고로 하는 시외버스 업체이며, 본사는 경상남도 밀양시 북성로 7 (내이동)에 위치하고 있다.

## 역사
1980년에 설립하였으며, 2005년 같은 계열사인 천일여객으로부터 시외노선을 일부를 양도받음으로서 현재에 이르고 있다.

## 운행 노선
2015년 12월 기준이다.
| 운행업체 | 보유 노선수 | 보유 노선수 | 보유 노선수 | 보유 노선수 | 면허 대수 | 면허 대수 | 면허 대수 | 면허 대수 | 면허 대수 | 면허 대수 |
| -------- | ----------- | ----------- | ----------- | ----------- | --------- | --------- | --------- | --------- | --------- | --------- |
| 운행업체 | 노선 합계   | 직행        | 일반        | 고속        | 대수 합계 | 직행      | 일반      | 고속      | 우등      | 예비      |
| 밀성여객 | 34          | 25          | 9           | -           | 44        | 36        | 8         | -         | -         | -         |

밀양 출발 노선
- 밀양 ↔ 서부산
- 밀양 ↔ 금곡 ↔ 표충사
- 밀양 ↔ 석남사
- 밀양 ↔ 구포 ↔ 서부산[3]
- 밀양 ↔ 수산 ↔ 가술 ↔ 창원역 ↔ 마산
- 밀양 ↔ 금곡 ↔ 얼음골
- 밀양 ↔ 부곡
- 밀양 ↔ 김해 (삼랑진/생림 경유와 수산/가술/진영 경유로 나뉨)
- 밀양 ↔ 수산 ↔ 은산 ↔ 남전
- 밀양 ↔ 수산 ↔ 양동
- 밀양 ↔ 수산 ↔ 진영
- 밀양 ↔ 수산 ↔진영 ↔마산

창녕 출발 노선
- 창녕 ↔ 계성 ↔ 명리 ↔ 영산 ↔ 도천 ↔ 송진 ↔ 남지 ↔ 천계 ↔ 마산
- 창녕 ↔ 부곡 ↔ 무안 ↔ 밀양
- 창녕 ↔ 무솔 ↔ 십이리 ↔ 대견 ↔ 차천 ↔ 현풍 ↔ 서대구

진영 출발 노선
- 진영 ↔ 가술 ↔ 수산 ↔ 밀양[4]
- 진영 ↔ 가술 ↔ 수산 ↔ 부곡

## 보유 차량
기아
- 기아 뉴 그랜버드 그린필드
- 기아 뉴 그랜버드 이노베이션 선샤인